# أسامة المرناوي
أسامة المرناوي (مواليد 16 يونيو 1999) هو لاعب كرة سلة تونسي يلعب في نادي الاتحاد الرياضي المنستيري ومنتخب تونس.

## روابط خارجية
- أسامة المرناوي على موقع الاتحاد الدولي لكرة السلة (الإنجليزية)
- أسامة المرناوي على موقع كرة السلة الأوروبية.كوم (الإنجليزية)
- أسامة المرناوي على موقع DraftExpress.com (الإنجليزية)
- أسامة المرناوي على موقع ريلجم (الإنجليزية)
- أسامة المرناوي على موقع بروبوليرز (الإنجليزية)